# Салазар, Антониу ди
Анто́ниу де Оливе́йра Салаза́р или Анто́ниу ди Оливе́йра Салаза́р (порт. António de Oliveira Salazar [ɐ̃ˈtɔniu ðɨ oliˈvɐjɾɐ sɐlɐˈzaɾ]; 28 апреля 1889, Вимиейру — 27 июля 1970, Лиссабон) — португальский государственный деятель, премьер-министр Португалии (1932—1968), создатель и идеолог режима «Нового государства» (порт. Estado Novo), диктатор Португалии.
Фактически управлял Португалией с 5 июля 1932 года по 27 сентября 1968 года. Исполнял обязанности президента Португалии с 18 апреля по 21 июля 1951 года. Трижды занимал должность министра обороны Португалии (1932, 1936—1944, 1961—1962), дважды — министра финансов (1926, 1928—1940), министра колоний (1932), флота (1936, 1939) и министра иностранных дел (1936—1947).
На начальном этапе правления Салазару удалось преодолеть экономический кризис в Португалии, добиться политической, экономической и социальной стабильности, обеспечить экономический рост во время мирового экономического кризиса. При этом были установлены диктатура и монополия партии «Национальный союз» на власть, оппозиционные организации были запрещены и разгромлены. Идеология «Нового государства» испытала сильное влияние фашизма и включала в себя элементы корпоративизма, консерватизма, клерикализма, национализма и антикоммунизма. Внешняя политика Салазара позволила избежать участия Португалии во Второй мировой войне и получить экономические выгоды от конфликта, а также сохранить неприкосновенность её многочисленных колоний по итогам войны. Были установлены тесные связи с режимом Франсиско Франко в соседней Испании. 4 апреля 1949 года Португалия стала одним из государств-основателей НАТО.
По причине оппозиции Салазара к набравшему оборот после окончания войны антиколониальному движению Португалия решительно выступала за сохранение своих колоний. Это привело к длительной войне за контроль над колониями с повстанцами, получившими поддержку со стороны стран социалистического лагеря. К началу 1970-х годов Португалии удалось сохранить контроль над большинством колоний (кроме аннексированного Индией Гоа и части Гвинеи), но война дорого обошлась экономике страны и спровоцировала волну эмиграции населения, которое хотело избежать военного призыва, а также негативно сказалась на репутации Португалии. К концу правления Салазара страна находилась в затяжном кризисе, что предопределило крах режима «Нового государства» через четыре года после его смерти.
В начале XXI века Салазар остаётся популярным среди португальцев. 26 марта 2007 года в результате интерактивного голосования на шоу «Великий португалец» Салазар был назван самым великим португальцем в истории страны, обойдя Генриха Мореплавателя и Афонсу I (первого короля Португалии и основателя португальской государственности).

## Биография

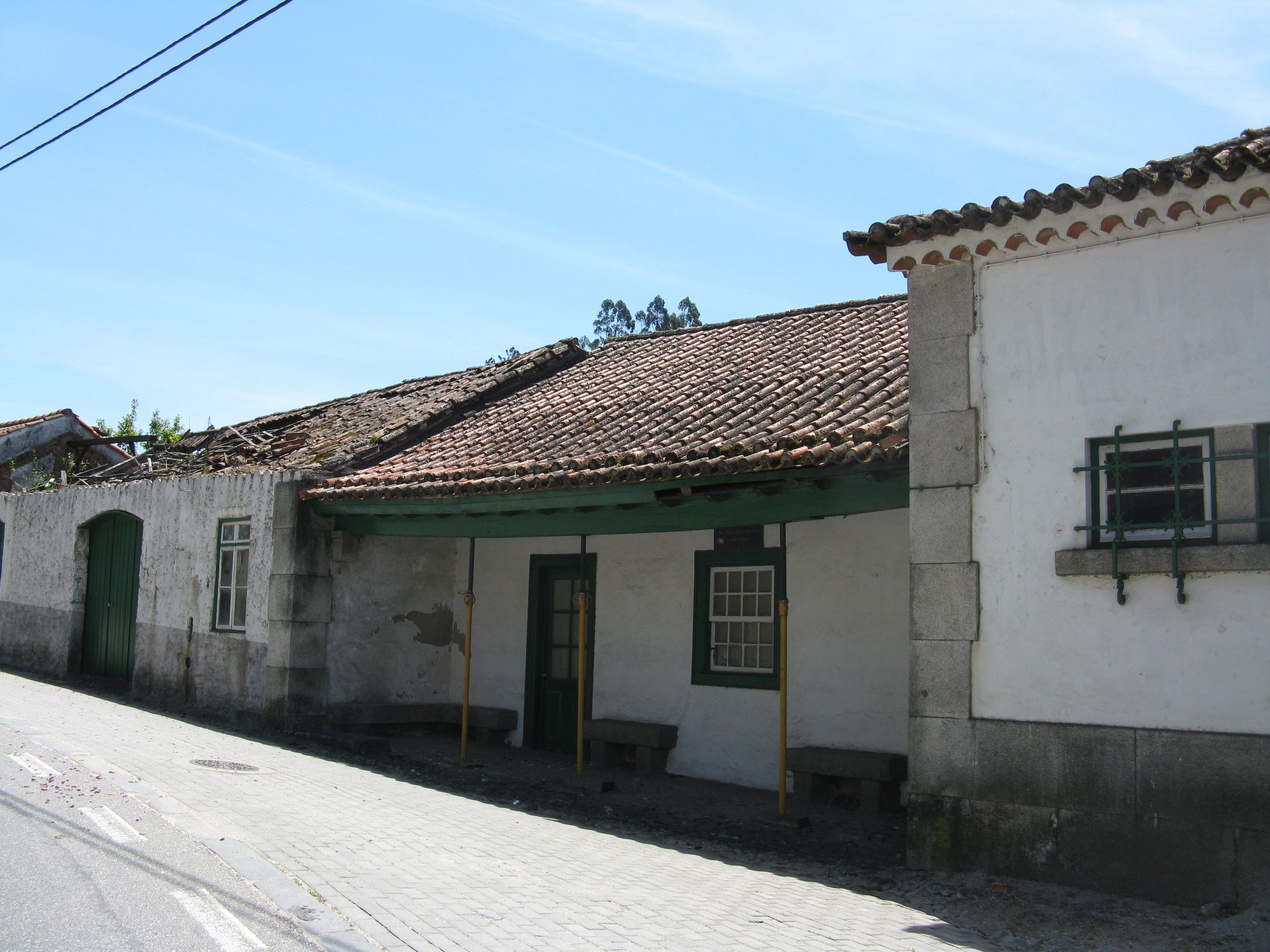
Родной дом Салазара

Будущий руководитель Португалии родился 28 апреля 1889 года в селе Вимиейру муниципалитета Санта-Комба-Дан. Эта местность была довольно захолустной, даже по португальским меркам. Его отцом был мелкий землевладелец Антониу де Оливейра, а матерью — Мария ду Режгате Салазар. Салазар был поздним ребёнком (на момент его рождения его отцу было 50 лет, а матери — 43 года). Семья была глубоко консервативна и набожна, в то же время мать была женщиной интеллигентной и образованной. Родители хотели дать мальчику религиозное воспитание, однако в местной школе необходимых знаний ему никто дать не мог, в итоге Салазар был отдан на обучение сельскому учителю за небольшую плату.
В 1900—1908 годах Салазар учился в католической семинарии города Визеу, собираясь стать священником. В 1910 году поступил на юридический факультет самого престижного вуза Португалии — Коимбрского университета, который окончил в 1914 году с отличием по специальности финансы и экономическая политика. С 1916 года Салазар становится преподавателем Коимбрского университета по специальности «экономические науки». В 1917 году он возглавил кафедру политической экономии и финансов этого университета. В 1918 году защитил степень доктора наук.
5 октября 1910 года в Португалии была провозглашена республика, и вскоре стал проявляться её антиклерикальный характер. Салазар очень болезненно реагировал на преследование Католической церкви. Он писал в католических газетах и журналах статьи против антиклерикализма Первой республики, вступил в Академический центр христианских демократов в Коимбре, стал видным деятелем партийной ассоциации Португальский католический центр (CCP). Несмотря на консерватизм своих взглядов и симпатии к монархизму, исходил из политических реалий и поддерживал в CCP республиканско-либеральное крыло Антониу Лину Нету.
В 1921 году он избрался в парламент Португалии, однако, не найдя там поддержки своих политических взглядов, через три дня вернулся в Коимбрский университет. Впоследствии сложилась легенда, будто он участвовал только в одном заседании и навсегда проникся отвращением к парламентаризму. Однако эта версия противоречит фактам: после того заседания в сессии был объявлен перерыв, затем палата распущена. На выборах 1922 года Салазар баллотировался вновь, хотя на этот раз избран не был — из чего можно заключить, что особенной идиосинкразии к парламентаризму он не приобрёл.
После государственного переворота в 1926 году генерал Мануэл Гомеш да Кошта пригласил Салазара на должность министра финансов, однако Салазар через три дня отказался от должности из-за того, что ему не были предоставлены широкие полномочия, и вновь вернулся в Коимбру.
В 1928 году к власти пришёл генерал Ошкар Кармона, который опять пригласил Салазара на пост министра финансов и согласился с его требованиями. Экономическая политика Салазара привела к тому, что Португалия стала постепенно выходить из затянувшегося экономического кризиса, выплатила огромный внешний долг. Были реорганизованы банковская и налоговая системы.
В 1932 году Салазар стал премьер-министром, но Кармона продолжал занимать должность президента Португалии вплоть до своей смерти 18 апреля 1951 года. В 1933 году была принята новая конституция Португалии, которая давала Салазару, как премьер-министру, практически неограниченные права, устанавливая правый авторитарный режим в стране. Большинство историков характеризуют правление Салазара как диктатуру, многие также как фашистский режим. Однако анархическая республиканская эра 1910—1926 годов привела к тому, что и армия, и Католическая церковь, и монархисты, и аристократы, и правые предпочли режим Салазара предшествующим республиканским правительствам. Впоследствии режим Салазара стал поддерживать средний класс, особенно консервативное крестьянство.
Салазар ввёл концепцию «Нового государства» («Estado Novo»), основанную на доктрине корпоративизма. Целью своей диктатуры он объявил стабилизацию. Правящей и единственной партией являлся Национальный союз (считавшийся не партией, а общенациональным движением). Видную роль в управлении играла государственная военизированная организация Португальский легион. Первый глава Португальского легиона — профессор-экономист Жуан Пинту да Кошта Лейте — был ближайшим сподвижником и доверенным лицом Салазара (именно он стал преемником Салазара на посту министра финансов). Убеждённый и активный корпоративист Кошта Лейте являлся ведущим идеологом режима. Видную роль в корпоративной системе играл адмирал Энрике Эрнешту Тенрейру, глава корпорации предприятий рыболовства. Кошта Лейте и Тенрейру были лидерами Португальского легиона.
У Салазара была своя секретная полиция ПИДЕ, преследовавшая инакомыслящих и политических противников, среди которых были как коммунисты, так и фашисты. Директора ПИДЕ — Агоштинью Лоренсу, Антониу Невиш Граса, Омеру ди Матуш, Фернанду Эдуарду да Силва Паиш — являлись ближайшими сподвижниками Салазара, принадлежали к ключевым фигурам режима и во многом определяли государственную политику. При этом в Португалии, в отличие от большинства современных ей государств с диктаторскими режимами, действовал мораторий на смертную казнь.
«Если демократия означает равнение на низы и отказ от признания неравенства людей; если она пребывает в убеждении, что власть исходит от масс, что править — это дело масс, а не элиты, то я рассматриваю демократию как фикцию», — писал Салазар в 1958 году.
В период Второй мировой войны Салазар следовал политике среднего пути. Хотя режим Салазара, как правило, причисляется к числу фашистских, и он поддерживал франкистскую Испанию, направляя туда помощь в период войны с республиканцами, в отличие от Франко, Салазар не вступал в отношения с нацистской Германией. Салазар пытался проводить политику, близкую к политике фашистской Австрии. В 1939 году по предложению Франко Салазар подписал испано-португальский пакт Иберийского нейтралитета. В то же время Салазар в 1943 году разрешил силам антигитлеровской коалиции использовать португальскую военную базу на Азорских островах для снабжения своих кораблей в Атлантике (обусловив это разрешение восстановлением суверенитета Португалии над Тимором после окончания Второй мировой войны). Связь с нацистами означала бы, что Португалия объявляет войну Британии, что создало бы в первую очередь угрозу для португальских колоний.
В 1940 году журнал Life назвал Салазара «величайшим португальцем со времён Генриха Мореплавателя».

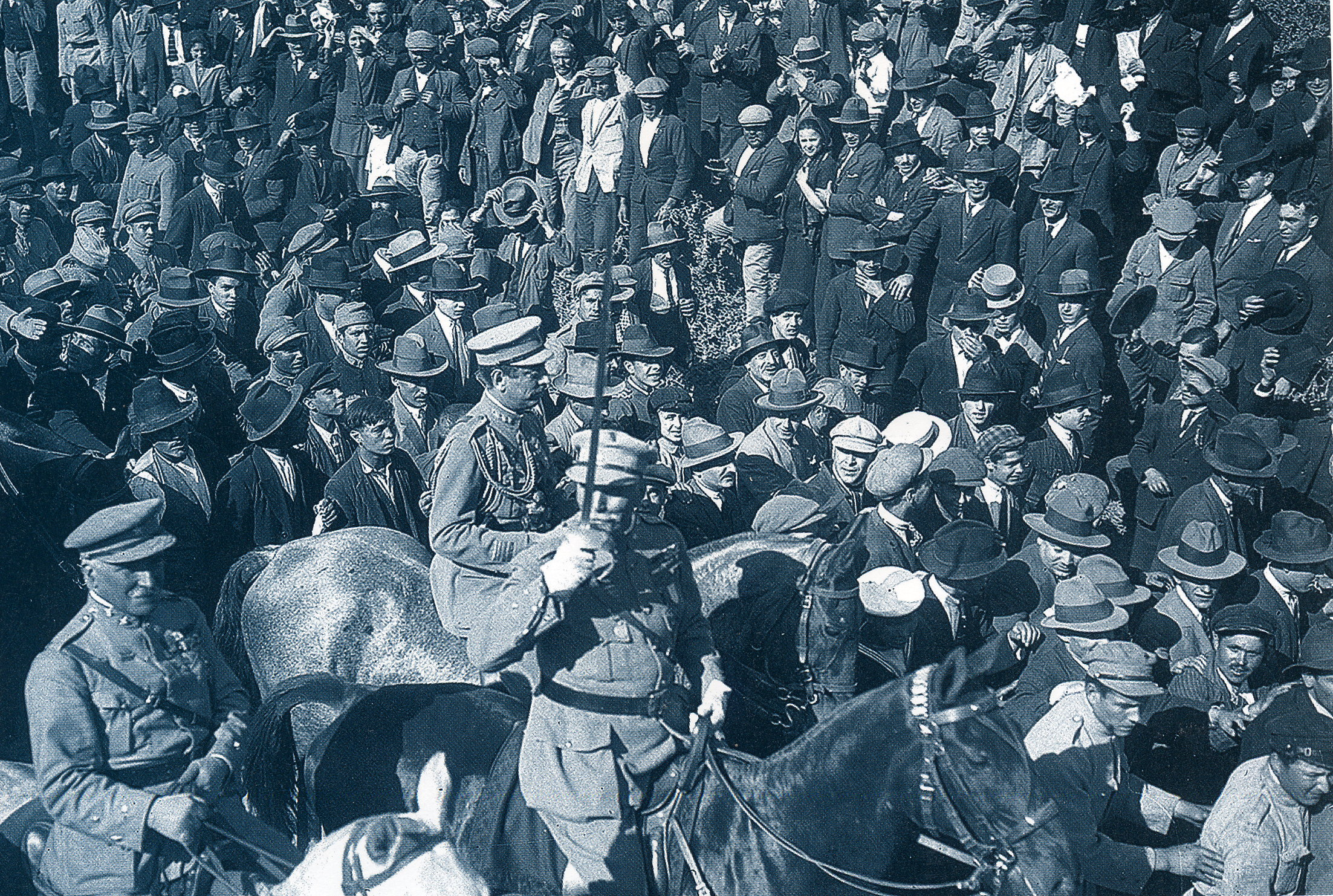
Военный переворот 1926 года привёл к власти Гомиша да Кошту и положил начало национальной диктатуре. Позже к власти пришёл Салазар

К 1945 году Португалия контролировала колониальную империю: Азоры, Мадейру, Кабо-Верде, Сан-Томе и Принсипи, Анголу, Гвинею-Бисау, Кабинду и Мозамбик в Африке, Диу, Даман и Гоа в Индии, Макао в Китае и Восточный Тимор в Юго-Восточной Азии. Салазар не видел необходимости в том, чтобы расширять колонии, но только обеспечивал контроль над ними. Колонии основывали базу зависимости режима Салазара от империи и национальной гордости Португалии статусом третьей колониальной державы.
Салазар хотел добиться международного престижа Португалии, и огромные колониальные владения создавали такую возможность, в то время как сама Португалия оставалась закрытым государством с точки зрения влияния западных держав. Португалия была принята в НАТО в 1949 году, что стало отражением новой роли страны в борьбе с коммунизмом.
Несмотря на процессы деколонизации, начавшиеся после окончания Второй мировой войны, Салазар решительно выступал за сохранение португальских колоний. Это привело к длительному вооружённому конфликту за контроль над колониями с участием сотен тысяч португальских солдат. Повстанцам в колониях оказывали поддержку страны восточного блока и некоторые другие государства. Колониальная война продолжалась с 1961 года и закончилась только после свержения режима «Нового государства» в 1974 году, когда новое правительство согласилось предоставить колониям независимость.
В 1968 году состояние здоровья Салазара было серьёзно подорвано инсультом, спровоцированным падением с шезлонга, и 27 сентября 1968 года президент Португалии Америку Томаш отстранил его от власти, поручив возглавить правительство «верному коимбровцу» Марселу Каэтану. Сам же Салазар до конца своих дней так и не узнал об этом, министры отчитывались перед ним и делали вид, что он по-прежнему руководит страной. Специально для него даже выпускали в одном экземпляре газету, которая подавала ему только «правильные» новости.

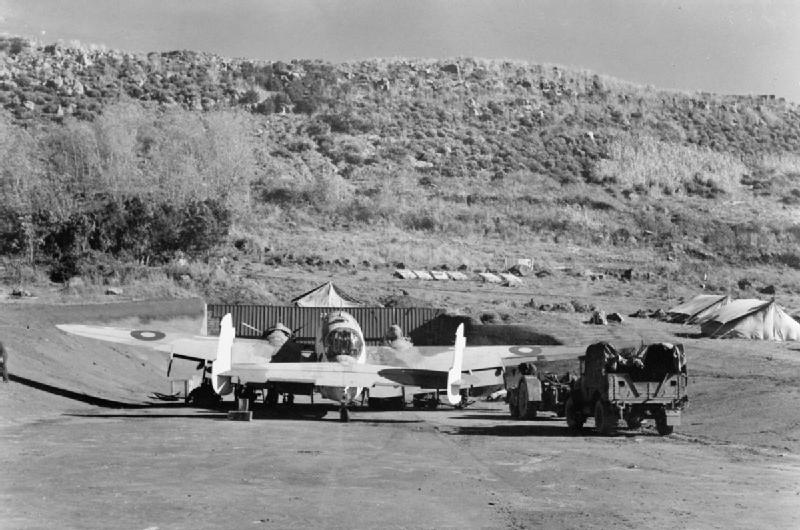
Самолёты королевских ВВС Великобритании на Азорских островах

Салазар умер 27 июля 1970 года в возрасте 81 года в Лиссабоне. Похоронен на кладбище родного села Вимиейру, муниципалитет Санта-Комба-Дан. Через четыре года после смерти Салазара режим Нового государства пал в результате Революции гвоздик (1974).
Немногие государственные деятели жили так скрытно, как Салазар. Его личная жизнь была по существу государственной тайной, непроницаемой для прессы. Диктатор появлялся на публике крайне редко, а его речи были настолько туманны, что плохо поддавались переводу на другие языки. Однако достоверно известно, что он никогда не был женат, был закоренелым холостяком и мизантропом. В то же время, исходя из данных кинохроники (в том числе и советской), можно сказать, что Салазар любил оперу и нередко появлялся там в компании молодых девушек.
Более 40 лет в доме Салазара жила Мария де Жезуш — его экономка, домоправительница и секретарша, которая постепенно превратилась во влиятельную политическую фигуру. Однако эта связь имела сугубо платонический характер и была страстью только со стороны Марии.
Салазар терпеть не мог писать письма, предпочитал общаться со своими министрами по телефону или с помощью маленьких записочек. После того, как Салазар был отстранён от власти 27 сентября 1968 года, его личный архив был доверен группе специалистов, которые должны были разобрать и классифицировать документы. Но эти личные бумаги Салазара должны были стать доступны для исследователей только в 2018 году, так как в Португалии существует 50-летний срок секретности конфиденциальных государственных документов. Работа биографа Салазара затруднена также тем обстоятельством, что в авторитарном государстве, каким была Португалия до «революции гвоздик» в апреле 1974 года, практически отсутствовала свободная пресса и почти не публиковались мемуары государственных и общественных деятелей.

## Экономическая политика

### Экономика Португалии до Салазара

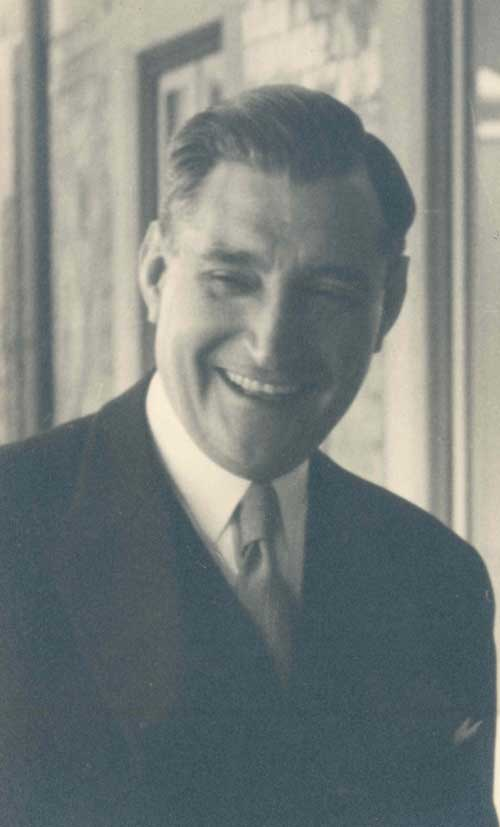
Антониу Салазар в 1939 году, в возрасте 50 лет

По окончании Первой мировой войны финансовые и социально-экономические проблемы в Португалии резко обострились, а перманентный политический кризис препятствовал их решению. Национальная валюта обесценилась: в 1919 году фунт стерлингов стоил 7,50 эскудо, а в 1924-м — 127,40 эскудо. Галопирующая инфляция стремительно обесценила мелкие сбережения, которые в большинстве своём были капитализированы в ценных бумагах казначейства — в «государственных бумагах». Строительство почти остановилось, а государственные кредиты и возможность брать займы сильно уменьшились.
Военные расходы росли год от года, а бюджетный дефицит вызывал тревогу. Единственным решением государственных проблем, которое видели новые правители, были внешние заимствования. Но Англия и Лига Наций не шли на это и выдвигали откровенно оскорбительные для независимой страны условия займов (по сути — такие же, как и для колоний).
Португалия на момент прихода к власти Салазара являлась слаборазвитой страной и была одной из беднейших и наименее развитых стран Европы. Некогда великая Португальская колониальная империя с крошечной метрополией пришла к тому, что основные течения развития и изменения в Европе так или иначе прошли мимо Португалии. В этой стране практически не было эпохи просвещения, до сих пор не до конца установились рыночные порядки, капитализм носил зачастую дикий характер и во многом был аристократическим, отчасти даже феодальным. Промышленный переворот, который зацепил все страны Европы, а также ряд других регионов мира, в Португалии к 1928 году ещё даже не начался. В конце 20-х годов Португалия нуждалась буквально во всём, что прошли другие страны за последние 2 столетия: модернизации, промышленной революции, развитии капитализма, приведении в порядок государственных финансов, ограничении власти аристократии и олигархата, финансовой и экономической стабильности. В XIX веке Португалия пережила 2 промышленные революции и обе были незавершёнными. Критический период модернизации совпал с началом правления Салазара в 1928 году.
Экономика Португалии в первой четверти XX века, в том числе основные экономические связи, были очень слабы. Основу экономики составляло сельское хозяйство (в нём было занято 2/3 населения), около половины экспорта всей страны приходилось на винную продукцию. В промышленности преобладали мелкие полукустарные предприятия текстильной, рыбоперерабатывающей, пробкоперерабатывающей и швейной промышленности. Все хоть сколь-нибудь крупные предприятия, в том числе транспортные и горнодобывающие (например, крупный вольфрамовый рудник), принадлежали английскому капиталу.
Земельная реформа в стране также не была проведена, основные земельные владения находились в руках крупных собственников, крестьяне же владели небольшими участками площадью до 2 га и были вынуждены дополнительно арендовать земельные участки у латифундистов.
Осложнял ситуацию перманентный дефолт Португалии, который наблюдался в стране почти всё время с 1890-х годов. В стране царила постоянная политическая нестабильность, правительства могли меняться по нескольку раз в год.

### Концепция Нового государства (Estado Novo)

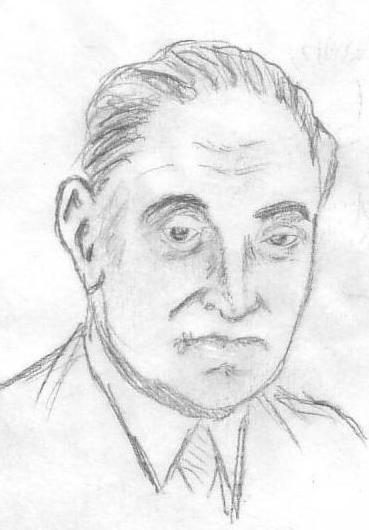
Андре Кене: Портрет Салазара

Введённая Антониу Салазаром в 1933 году конституция объявила Португалию «унитарной и корпоративной Республикой, основанной на равенстве граждан перед законом, на свободном доступе всех классов к благам цивилизации и на участии всех конструктивных элементов нации в административной жизни и разработке законов».
Конституция 1933 года объявляла, что государство должно «согласовывать, поощрять все виды социальной активности и руководить ими, обеспечивая подлинную гармонию интересов, с учётом законного подчинения частных интересов интересам общества». Однако на деле т. н. сотрудничество классов, учёт интересов всех слоев населения полноценно не были реализованы.
28 марта 1927 года Салазар выступил со своей знаменитой речью о «двух экономиках». В ней он, в частности, утверждал, что существуют две экономики: сторонники одной считают успех главной целью человеческой деятельности, а сторонники другой учат презирать богатство и отождествляют нищету с добродетелью. По мнению Салазара, обе эти позиции ошибочны. Не производство портило людей, а ошибки и отсутствие баланса в потреблении. Решение проблемы — это создание богатства путём упорной работы, регулирование потребления нормами человеческой морали, физическое и интеллектуальное развитие, а также сбережения.
Этими рассуждениями об экономности, бережливости, самоконтроле и упорной работе Салазар заложил основы своей будущей политики мобилизации всех ресурсов страны на достижение поставленных им задач. Он призвал сосредоточить усилия страны на строительстве дорог, открытии новых рабочих мест и на ликвидации бюджетного дефицита.
Будучи диктатором, пришедшим к власти во многом случайно, 30 июля 1930 года в присутствии всех министров кабинета Салазар зачитал Манифест Национального Союза, который стал единственной в стране легальной политической организацией.
Кроме того, Салазар принял в качестве закона так называемую «Хартию труда», которая стала базовым документом португальской корпоративной системы. Как и в фашистской Италии, в Португалии создавались «корпорации» — профобъединения, в которые входили лица определённой профессии, независимо от их общественного и имущественного положения. Рабочие и служащие объединялись в национальные синдикаты, коммерсанты и предприниматели в гильдии, интеллигенция — в ордена, крестьяне в «народные дома». Группа таких союзов по идее должна была образовывать корпорацию. Корпоративная система должна была, по мысли Салазара, стать практическим воплощением «союза труда и капитала». Однако Салазар неоднократно подчёркивал, что португальский корпоративизм основан не на огосударствлении, как в Италии, а на принципе свободной ассоциации и что в нём представлены не только экономические, но также «моральные и культурные интересы». В отличие от итальянских, португальские корпоративные организации должны были обладать правами юридического лица.

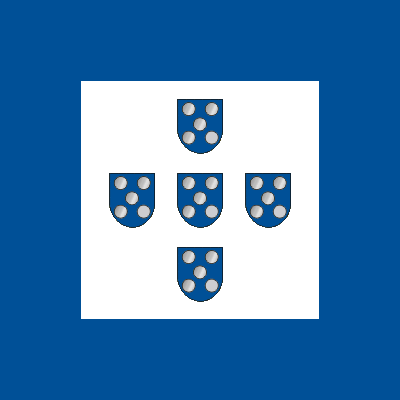
Штандарт Национального Союза

Классический фашизм, который нёс в себе идею построения сильного государства, рассматривался не только как политический, но и как экономический метод преодолении отсталости и модернизации традиционных структур. Впоследствии на базе фашизма сложилась особая южноевропейская модель государственно-монополистического капитализма.
Наряду с «имперской и католической миссией», одним из главнейших средств «укрепления национального единства» и «ликвидации классовой борьбы» был объявлен корпоративизм. Официальная идеология настаивала, по своему обыкновению, на исконном характере португальского корпоративизма, подчёркивая его преемственность по отношению к цеховому строю. Многие черты португальского корпоративизма заимствованы из итальянской фашистской Хартии труда.
В то же время Салазар осуществил и весьма «негативную» часть корпоративистской программы — ликвидировал классовые профсоюзы. Фактически не была выработана всеобъемлющая корпоративная система. Режим не смог интегрировать в рамках корпораций различные «горизонтальные» организации буржуазии (торгово-промышленные ассоциации и т. д.). 3a организацией национальных профсоюзов и предпринимательских гильдий в начале 30-х годов так и не последовало создания общенациональных корпораций.
Корпоративная система по своей сути была в интересах крупных предпринимателей, а для трудящегося же населения, наоборот, являлась препятствием для отстаивания своих интересов.
Если предпринимателям часто удавалось уклониться от образования «гремиу», то рабочие находились в совсем ином положении. Формально членство в «национальном профсоюзе» не являлось обязательным. Однако положение рабочего, не вступившего в эту организацию, которой правительство предоставило монополию трудоустройства, было фактически невыносимым. В условиях массовой безработицы и голода требовалось очень большое мужество, чтобы остаться в стороне от профсоюза.
Все заключаемые профсоюзом коллективные договоры также зависели от одобрения правительства, Союз не мог прибегнуть к такому средству борьбы, как забастовка: уже в декабре 1933 года она была объявлена уголовным преступлением. «Национальные синдикаты» не имели права поддерживать связь с иностранными рабочими организациями.
Ещё более жалкую роль, чем «национальные синдикаты», играли в корпоративной системе «крестьянские» организации — так называемые «народные дома». Учитывая пассивность и забитость крестьян, правительство с ними особенно не церемонилось и лишало их даже той призрачной автономии, которой пользовались синдикаты. «Народные дома» объединяли всех земледельцев от батраков до крупных помещиков. «Представительство интересов» сельскохозяйственных рабочих в «народном доме», как правило, доверялось их хозяевам.

### Экономическая политика Антониу де Салазара

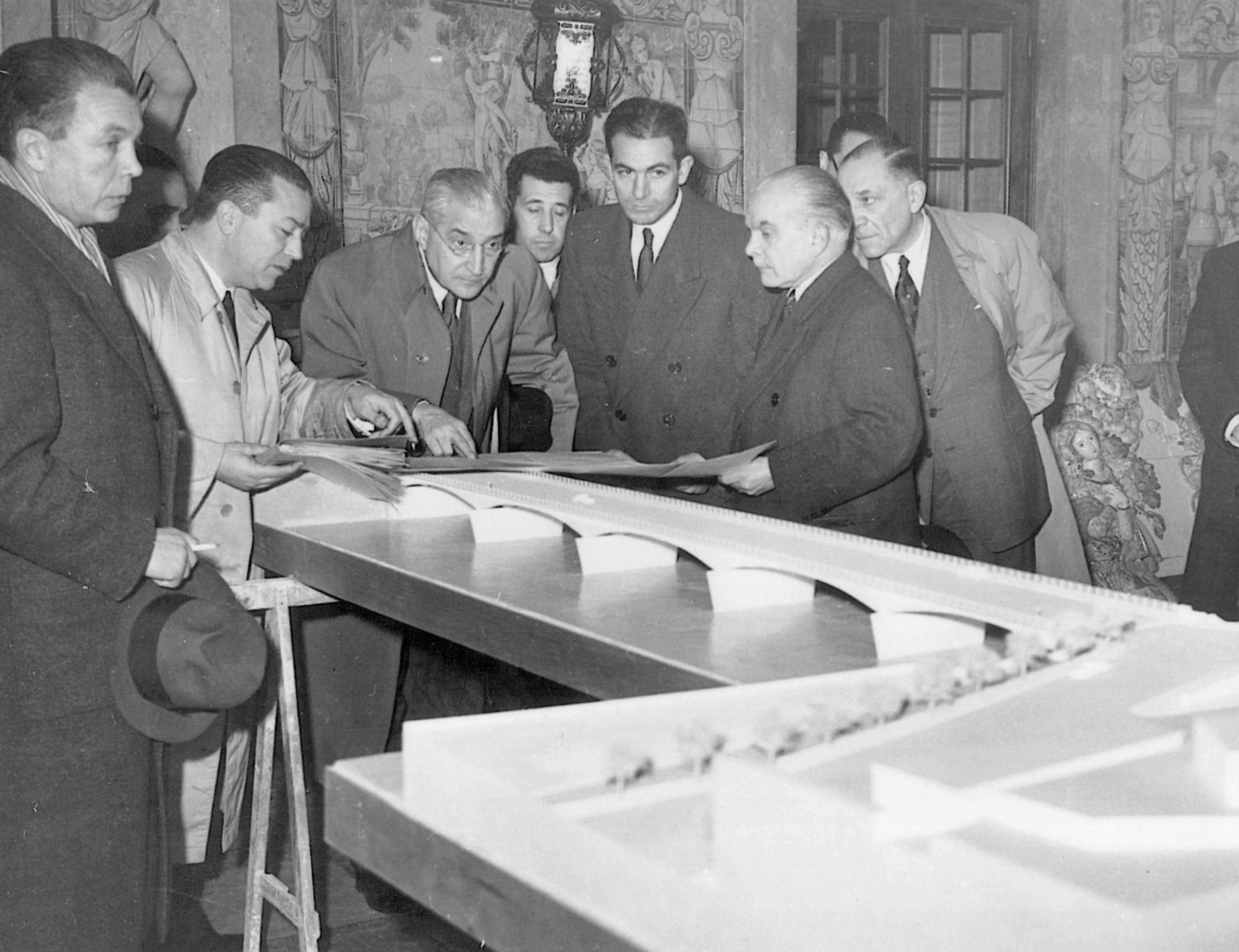
Салазар осматривает макет моста в Коимбре

Салазар сразу же после прихода к власти начал активно проводить политику по стабилизации экономики страны. «Я очень хорошо знаю, чего хочу и что стану делать», — заявил он, вступая в должность. Бюджет был сбалансирован, курс эскудо стабилизировался, в финансовое управление была внедрена дисциплина. Это обеспечило Салазару огромный престиж. В 1929 году он считался единственной думающей головой в команде диктаторских правителей и сильной фигурой в правительстве. Без его одобрения ни один министр не мог принимать решений, которые бы вели к увеличению расходов. В 1932 году он был назначен председателем Совета министров и создал правительство, в котором большинство постов заняли гражданские лица; генералов тогда начали сменять университетские профессора. На протяжении сорока лет университет служил главным поставщиком высшего политического руководства.
Эпоха Салазара была отмечена экономической программой, основанной на политике автаркии, этатизма и интервенционизма, которые были распространены в 1930-х годах в ответ на Великую депрессию. После хаотичного периода Первой португальской республики финансовая стабильность и порядок были наивысшими приоритетами Салазара. После того, как Салазар стал премьер-министром, чтобы сбалансировать бюджет и погасить внешние долги, он снизил налоговые ставки по уже существовавшим налогам, ввёл новые налоги, сократил социальные расходы, а также установил строгую налоговую дисциплину.
Жёсткие меры Салазара, направленные на резкое сокращение государственных расходов, принесли свои плоды. За один год он не только ликвидировал бюджетный дефицит в 3 млн фунтов стерлингов, но и добился превышения доходов над расходами в 16 тыс. фунтов. За 11 лет, предшествующих его назначению министром финансов, бюджетный дефицит составил 2 574 000 конто. С 1928 по 1939 годы он сумел добиться превышения доходов над расходами на общую сумму в 1963000 конто, или 20 млн фунтов. Эти деньги были израсходованы на перевооружение армии, общественные работы, социальную помощь, коммуникации, порты, строительство ГЭС и образование. Среди его приоритетов одно из первых мест занимала армия. В 1928/29 финансовом году расходы на оборону составили 23,42 % бюджета.
Меры по стабилизации в целом оправдали доверие тех, кто его поддерживал. Крупные банкиры и предприниматели, верхушка аграриев, а также часть средней буржуазии не только выходят без особых потерь из мирового экономического кризиса конца 1920-х — начала 1930-х, но и значительно усиливают свои позиции, благодаря салазаровской политике протекционизма и законодательству, направленному против чрезмерной конкуренции.
Португалия, будучи небольшой страной, была почти строго мононациональна, а неразвитость страны привела в том числе и к неразвитости политических движений. Наиболее сильные на тот момент в мире движения и партии коммунистов, социалистов, социал-демократов, либералов — все они не находили реальной поддержки в стране, что помогало Салазару идти по тропе медленного улучшения общеэкономической ситуации.
В то время как за 17 лет до 1927 года внешний долг Португалии вырос с 692 тыс. до 7449 тыс. конто, в результате политики Салазара к 1934 году он практически исчез. Резко увеличились золотые и валютные запасы. Была полностью реорганизована банковская система, ушедшие за границу капиталы начали возвращаться. Уменьшилась нужда в иностранных займах, а, следовательно, и нужда в иностранной валюте, чтобы оплачивать долги. Салазар коренным образом реорганизовал налоговую и банковскую системы. Когда в стране были накоплены значительные запасы золота, Португалия вновь вернулась в 1931 году к золотому стандарту и с 1939 года курс обмена стабилизировался на отметке 110 эскудо за 1 фунт стерлингов.
В 1929 году была начата кампания за увеличение производства пшеницы. Импорт пшеницы в одном только 1929 году обошёлся стране в 3,5 млн ф. ст. Через несколько лет Португалия стала сама себя обеспечивать пшеницей. Были учреждены специальные комиссии, которые должны были следить за выращиванием фруктов, риса, за экспортом сардин и т. п. Достижение стабильности в области финансов позволило Салазару объявить в 1936 г. 15-летний план экономического развития на общую сумму в 60 млн ф. ст. Львиную долю расходов в этом плане составляли ассигнования на оборону. В результате этих мер поднялось небольшое восстание, получившее название Мучное.
Были предусмотрены также ассигнования на создание специальных сельскохозяйственных «гильдий», для защиты интересов тех аграриев, чье хозяйство было ориентировано на рынок. Эти аграрии развивали своё хозяйство в русле проводимой государственной политики.
Как ни странно, при всей закрытости режима, Салазар с самого начала активно поощрял инвестиции и работу английского капитала в стране. В отличие от многих других фашистских или профашистских режимов, в Португалии долгое время протекционизм был частичным и ограниченным, а программ национализации не существовало.
Уже во время войны проводимая экономическая политика начинает акцентировать своё внимание на промышленном развитии. Развитая промышленность была необходима для создания современных армии и флота. Результатами начавшейся переориентации явились «Закон об электрификации» (1944) и «Закон о реорганизации и развитии промышленности» (1945)". Тем же целям подчинялась и проводимая правительством политика низких цен на продовольственные товары. Начавшееся «смещение акцентов» в экономической области вызвало, как было показано, бурные протесты в землевладельческих кругах. Контрнаступление аграриев облегчила и общая атмосфера кризиса и потрясения основ, характерная для первого послевоенного пятилетия. Все это не способствовало выработке чёткой и определённой экономической политики. Португальский социолог Ж. Мартииш Перейра условно датирует поворот к индустриализации 1950 годом. Начиная с этого времени поощрение промышленного развития становится признанной целью португальского правительства и не подлежит обсуждению.
Однако принятый шестилетний план представлял собой лишь кое-как скоординированную по отраслям программу капиталовложений. Заданий частному сектору он не предусматривал, хотя и включал различные меры рекомендательного воздействия на частные фирмы. Предшествовавший плану закон № 1914, принятый в 1935 году, ограничивался только отраслевыми намётками и носил чисто бюджетный характер. Большинство намеченных в нём капиталовложений к 1953 году осуществлено не было. Первый шестилетний план предусматривал создание в стране современной инфраструктуры, развития некоторых новых отраслей промышленности, в том числе тяжёлой. Однако отличие шестилетнего плана Португалии как от пятилеток в СССР, так и от планов развития в фашистских государствах, а также в Третьем Рейхе, было весьма значительным. По сути шестилетний план был во многом лишь следованием тренду, попыткой перенять то, до чего уже дошли другие страны и добиться необходимых в стране изменений.
Кроме того на фоне начала развития промышленности, перед португальским правительством наиболее остро стоял вопрос о проведении аграрной реформы. Составители плана отдавали себе отчёт в том, что одним из главных препятствий на пути экономического роста является устаревшая аграрная структура Португалии, где 0,3 % собственников, имевших участки более 200 га, принадлежало 32 % обрабатываемой земли. Одной из главных задач было перераспределение земли и размещение земледельческой колонизации. Выступая с речью по поводу принятия плана, Салазар заявил, что, «прежде чем приниматься за массовую индустриализацию, следует привести в порядок сельское хозяйство». Он остановился на крайне неравномерной структуре португальского землепользования и заявил, что «при всем уважении, даже нежности» его правительства к интересам аграриев необходима известная корректировка создавшегося положения. Однако Салазар тут же поспешил оговориться, что он чрезвычайно далёк от идеи аграрной реформы. И действительно, реальных результатов эти жесты руководителей «нового государства» не имели. Интересы крупных землевладельцев, верхушки городской буржуазии и функционеров салазаровского режима были переплетены столь тесно, позиции латифундистов в правящем блоке были ещё столь прочны, что предложения шестилетнего плана в этой области оказались попросту блефом.
Когда парламенту был предложен связанный с планом закон об отчуждении земли на общегосударственные нужды, он натолкнулся на яростное сопротивление депутатов-землевладельцев. Закон прошёл, но реальных результатов салазаристское планирование не добилось. К 1963 году программой колонизации было охвачено всего 450 га, в то время как 2-й шестилетний план (1959—1964) предусматривал перераспределение 6 тыс. га.
В некоторых аспектах 1-й шестилетний план отражал традиционную доктрину нового государства. Речь идёт о строгом соблюдении принципа финансовой стабильности (ни один из бюджетов 1953—1958 годов не был сведён с дефицитом) и об отношении к иностранному капиталу. Несмотря на известное поощрение промышленности, Салазар не отказывается от принципа бюджетного равновесия, от весьма сдержанного отношения к иностранным инвестициям, от опасений перед социальными последствиями ускоренной индустриализации.
В речи 28 мая 1953 года Салазар заявил: «Чрезмерное давление на экономику и искусственное создание платёжных средств подорвали бы денежную стабильность и общественное равновесие, которое мы стремимся защитить, а слишком широкое использование иностранных кредитов не кажется уместным ни в свете неопределённого и неустойчивого международного положения, ни в плане защиты наших собственных интересов».
Салазар разработал и стал проводить в жизнь программу общественных работ. Большую роль в её осуществлении сыграл министр общественных работ инженер Дуарти Пашеку. Обновилась и расширилась сеть шоссейных дорог, строились портовые сооружения, мосты и плотины, появились новые школы и больницы, а также промышленные предприятия, реставрировались национальные исторические памятники, возводились новые монументы. Так, в 1960 году на берегу Тежу в Торре де Белен был сооружён памятник первооткрывателям в виде огромной каменной каравеллы, плывущей по волнам.
Хотя бум 50-х годов принял довольно устойчивый характер (в 1950—1960 годах ежегодный прирост национального продукта составлял в среднем 4,1 % — больше, чем когда-либо в португальской экономике), отставание Португалии от промышленно развитых стран Западной Европы могло быть сокращено лишь за счёт значительно более высоких темпов экономического развития. В таких областях, как просвещение и здравоохранение, Португалия прочно удерживала последнее место среди западноевропейских государств. Итоги выполнения 1-го шестилетнего плана не были утешительны: в своём изменённом виде (с увеличенными в 1955 г. показателями) он был выполнен только на 84 %. Почти ничего не удалось сделать в таких важных отраслях, как сельское хозяйство (программа колонизации полностью провалилась), металлургическая промышленность.
Острота ситуации особенно усугублялась интеграционными процессами в европейской экономике. Как сказал М. Каэтану, создание «Общего рынка» означало, что «западногерманский покупатель будет покупать не португальское, а французское вино». Если же Португалия желала также принять участие в процессе интеграции, она должна была стремиться к созданию такой промышленной структуры, которая обеспечила бы конкурентоспособность её товаров в рамках «объединённой Европы». Однако сохранение доступа к европейским рынкам было несовместимо с удержанием в полном объёме протекционистской таможенной политики.
В 1960 году Салазар начал более открытую экономическую политику под влиянием нового поколения технократов, с опытом работы в области экономики и внедрении новых технологий. В Португалии ВВП на душу населения в 1960 году составлял все ещё лишь 38 процентов от данного показателя в ЕС, а к концу периода правления Салазара, в 1968 году показатель вырос до 48 процентов. Уже в 1973 году, под руководством Марселу Каэтану, ВВП на душу населения достиг 56,4 процента от среднего по ЕС. При Салазаре Португалия также стала соучредителем новых международных организаций, таких как ОЭСР и ЕАСТ. Важным шагом, облегчившим иностранному капиталу путь на португальский рынок, были меры по либерализации экономики, проведённые в 1965 году.
Второй шестилетний план Португалии сильно отличался от первого. Как ни странно, именно в не очень сильно индустриализированной Португалии основные вложения уже тогда, на рубеже 50-х и 60-х годов пошли в транспорт и связь (30,8 %), за которыми следует промышленность (17,4 %). Новый план был разработан с помощью усовершенствованных статистических методов и носил более конкретный и всеобъемлющий характер, чем первый. Наряду с программой капиталовложений он включал и задание частному сектору, но в целом национальный продукт должен был расти теми же темпами, что и раньше (около 4 % в год), а это лишало Португалию возможности приблизиться к уровню развитых стран.

### Иностранный капитал
Начав с самого начала с политики либерализации экономики и привлечения иностранных инвестиций, во время Второй мировой войны португальское правительство, используя военную обстановку, стремилось несколько умерить гегемонию иностранного капитала в португальской экономике. Закон 1943 года об иностранных капиталовложениях намного усилил положения аналогичного закона 1937 года, наложив на зарубежные инвестиции довольно существенные ограничения.
В 1-м шестилетнем плане из иностранных источников исходил лишь один процент средств, предназначенных на осуществление плана. Португальский колониализм боялся слишком большой зависимости от внешних сил (прежде всего от США), поскольку понимал, что в случае необходимости им без труда пожертвуют. Правда, система ограничений на новые иностранные инвестиции была вызвана к жизни не только политическими мотивами, она защищала «интересы уже господствующих монополий, португальских и иностранных».
С середины 60-х годов появились признаки стагнации. Затяжная война против африканских народов, пользовавшихся всесторонней поддержкой извне, истощала силы Португалии. Тратя около половины бюджета на нужды обороны, Португалия не могла проводить политику интенсивного промышленного развития. Чтобы поддерживать стабильный экономический рост, правительство Салазара прибегло к иностранным капиталам. Как заявил министр финансов Тейшейра Пинту, режим уже не видит в чужеземных капиталовложениях «троянского коня».
Экономист Марио Муртейра указывает, что с 1950 года по середину семидесятых годов португальская экономика показала самый быстрый рост за всю свою историю. Объём долгосрочных иностранных вложений в страну был почти в 10 раз больше за 1961—1967 годы, чем общее количество иностранных инвестиций за два десятилетия до этого (1943—1960).
Столь бурный приток капитала из-за рубежа имел значительные социально-экономические последствия. Он сильно способствовал дальнейшему росту концентрации и централизации производства: как потому, что ввозимый иностранный капитал сосредоточивался, как правило, в руках крупных компаний, так и потому, что с начала 60-х годов в условиях возросшей конкуренции со стороны иностранных предприятий правительство особенно настойчиво стимулировало слияние промышленных и торговых фирм. Проникнутый этими тенденциями промежуточный план развития (1965—1967) стал, по словам Генерального секретаря ПКП А. Куньяла, «хартией монополистического развития». План официально выражал яростное наступление монополий на мелкие предприятия. Растущие аппетиты и претензии крупных португальских компаний вызывали недовольство мелкого бизнеса, что способствовало его дальнейшему отчуждению от режима.

### Итоги экономической политики Салазара
Годы правления Салазара были отмечены периодом умеренного роста, быстрой борьбы с бедностью, но достаточно низким уровнем образования до 1960 года. После длительного периода экономического кризиса до 1914 года и периода хаоса во время Первой португальской республики португальская экономика прошла период восстановления до 1950 года.
Политика глобального экономического прогресса была в течение третьей четверти века запрограммирована «планами развития», которые являлись обязательными для государственного сектора экономики, но всего лишь ориентирующими — для частного. Несмотря на то, что частный сектор экономики всегда оставался далеко от поставленных целей, экономическое положение страны глубоко изменилось благодаря этим планам. С 1928 по 1950 г. государственный бюджет увеличивался медленно (с 2 до 5 млн конту); в 1960-м достиг уже 10 млн конту, а в 1970-м 30 млн конту, причем Португалия почти не прибегала к внешним заимствованиям.
Страна хорошо обогатилась за время Второй мировой войны. Лишь за несколько дней до высадки союзников в Нормандии Салазар согласился запретить вывоз в Германию вольфрама, жизненно необходимого для панцерваффе и люфтваффе. Экспорт же минерального сырья в страны «оси» продолжался, хотя и в значительно меньшем масштабе, «по неофициальным каналам». Возросший спрос на сырьё привёл к сильнейшему экспортному буму. Достаточно сказать, что за годы войны золотой запас Португалии возрос с 63,3 млн долларов в 1938 году до 438 млн долларов в 1946 году. Прикрываясь нейтралитетом, португальские коммерсанты и промышленники заключали чрезвычайно выгодные сделки, особенно связанные с реэкспортом тех или иных ресурсов или товаров. Так, португальские компании активно поставляли Третьему Рейху и отчасти фашистской Италии латиноамериканскую нефть и нефтепродукты, так же, как и некоторые ресурсы из своих колоний. Для португальского бизнеса годы войны стали переломными. Многие монополии («КУФ», CAKOP) достигли зрелости именно за счёт высокой военной конъюнктуры.
Валовой национальный продукт в 1960—1970 годах увеличивается в среднем на 6,2 %, производительность труда — на 7,2 % в год. Быстро изменяется сама структура народного хозяйства. С 1950 года до самой смерти Салазара рост ВВП Португалии на душу населения составил в среднем внушительные 5,66 % в год. Доля аграрных отраслей в валовом внутреннем продукте снижается с 24,3 % в 1960 году до 17,1 % в 1970 году. Доля промышленности возрастает с 42,8 до 49,8 %. В Португалии появляются нефтехимическая, сталелитейная, электро- и радиотехническая, автосборочная отрасли промышленности. На некоторые из них военная конъюнктура оказала стимулирующее влияние. Развитие международного туризма в 1960-е годы весьма благоприятно отразилось на португальском платёжном балансе.
Второй шестилетний план также принес и общеэкономический прогресс. В долларах США в ценах 1990 года португальский ВВП на душу населения в 1913 году составлял лишь 1250 долларов против 4921 в Великобритании, 3485 во Франции и 3648 в Германии. При этом к 1950 году картина не сильно изменилась, даже в разрушенной Германии этот показатель составлял 3881 доллар, в Великобритании 6939, а во Франции 5271. В то же время в Португалии лишь скромные 2086 долларов. Однако уже к 1973 году, к окончанию периода существования Нового государства, показатель Португалии вырос до уровня 7063 долларов. И хотя это было ощутимо меньше, чем в странах Западной Европы, кратные разрывы исчезли, и даже в наиболее успешных Великобритании и Германии этот показатель был лишь примерно в 1,5 раза выше. Приведённые цифры, высокие даже в сравнении со среднеевропейскими показателями, были далеки от низких показателей в сырьевой отрасли, особенно сельского хозяйства, в котором практически не отмечалось развития из-за отсутствия реформ.
В 1960-е — первой половине 70-х годов в экономическом развитии Португалии произошёл качественный скачок. Из аграрной и затем аграрно-индустриальной страны она превратилась в индустриально-аграрную. Почти половина национального дохода стала производиться в индустриальных отраслях. На тяжёлую промышленность в 1971 г. приходилось 52,7 % (по сравнению с 46,5 % в 1965 и 36,2 % в 1953 году) промышленной продукции. При росте удельного веса экспортируемых товаров и услуг в 1950—1972 годах с 15 до 27 %, значение колоний для португальской торговли постепенно падает. В 1972 году активное сальдо по поступлениям от иностранного туризма и переводам португальских эмигрантов в 13 раз превысило колониальные доходы.

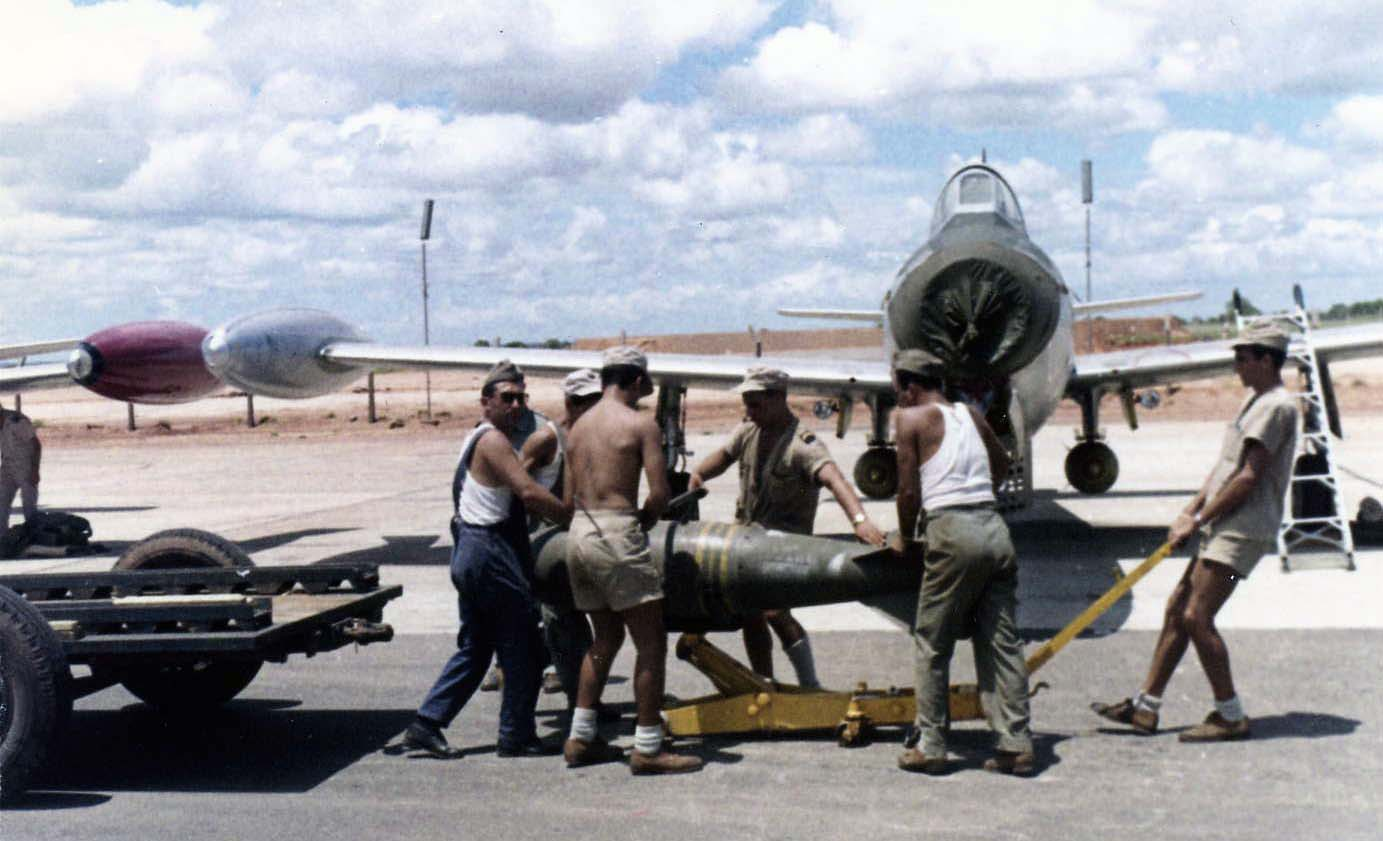
Португальские солдаты в Анголе снаряжают боевой самолёт

При этом валовой внутренний продукт (ВВП) рос медленно, но постоянно. Это было вызвано в основном развитием промышленности, которое подстегнули достижения в передовых технологиях, особенно химической и металлообрабатывающей отраслей. Именно они достигли ежегодного роста в 20 % в период между 1970 и 1973 годах. В целом за этот отрезок времени совокупный рост промышленности составил 36 %.
Вплоть до кризиса 1974 года португальская экономика продолжала развиваться весьма быстрыми темпами (в 1970—1973 годы на 9,0 % в год). Заметно ускорился рост в секторе услуг: 7,1 % — в 1970—1973 годах против 5,9 % — в 1960—1970 годах. Но сельское хозяйство продолжало стагнировать — средний годовой прирост составлял 0,7 % против 1,5 % за предыдущее десятилетие. Необходимость импортировать все больше продовольствия ложилась на торговый баланс страны тяжёлым бременем.
В годы правления Салазара значительно укрепили свои позиции монополии. С 1945 по 1955 год 20 крупнейших монополистических объединений увеличили свои объявленные прибыли следующим образом: пять банков на 260 %; пять гидроэлектростанций — на 660; пять колониальных предприятий — на 149; пять различных предприятий — на 152 %. Наиболее заметным был рост прибылей колониальных монополий. Национальный заморский банк за период с 1945 по 1953 год увеличил свои чистые прибыли на 2248,5 %, горнодобывающий концерн ДИАМАНГ — на 461,3 % нефтяная компания САКОР — на 400,5 %.
Выгоды от экономических перемен получил и средний класс. Число предприятий резко выросло и в 1970 году достигало примерно 100 000; подавляющее большинство были мелкими предприятиями, на которых было занято пять работников или даже меньше. Предпринимателями в новых видах экономической деятельности, таких, как грузовой транспорт и ремонт автомобилей, а также в других, которые быстро развивались, как, например, гражданское строительство, выступали бывшие рабочие, ставшие представителями среднего класса в первом поколении.
В то же время в стране оставался относительно низким уровень жизни. Потребление мяса на душу населения в Португалии составляло 20 кг против 50, 60, 70 кг и более в большинстве стран Европы; молока и молочных продуктов — 2 кг в год против 8—20 кг в других странах. Генерал Делгадо приводит в мемуарах любопытный анализ реальной заработной платы португальского рабочего: «Чтобы купить один килограмм мяса, этот рабочий должен трудиться шесть-семь часов, в то время как английский — полтора часа. Англичанин должен работать только четверть часа, чтобы купить литр молока, а португальский рабочий — в четыре раза больше…».
В начале 1960-х годов только 9 % бюджетных расходов тратилось на образование, 4 % — на социальное обеспечение, в то время как 32 % — на вооружённые силы. В одном только 1963 году португальское правительство израсходовало на полицию 2 млн долл. На колониальные войны расходовалось до половины государственного бюджета и без того не очень богатой страны, кроме того, в войнах участвовала почти четверть взрослого мужского населения.
Политика автаркии, на которую опирался Салазар и которую он считал основой развития государства, привела к тому, что серьёзных денег в развитие португальских колоний не вкладывалось. В результате страна, обладавшая огромными запасами нефти, газа, драгоценных камней, золота, металлов и прочих ценностей в колониях, развивалась не очень быстро. А в 1974 году при имеющихся запасах нефти Португалия столкнулась с нефтяным кризисом и ростом цен на бензин.
К моменту смерти Салазара Португалия была страной значительно более развитой, чем до его прихода к власти. С другой стороны, многие социальные проблемы так и не были решены — Португалия так и осталась (и остаётся до сих пор) лидером Западной Европы по уровню неграмотности. Была слабо развита медицина, и вследствие этого — очень высокая смертность, в том числе детская.

## Законодательные изменения
С установлением режима «Нового государства» была принята также конституция, закреплявшее положения данной политики, провозгласившая Португалию «Унитарной корпоративной республикой». В условиях диктатуры Салазара гарантировать незыблемость тех или иных пунктов конституции никто не мог, однако именно при Салазаре формировалась законодательная база, по которой (отчасти) Португалия живёт и сегодня.
В 1930 году Национальный Союз был объявлен единственной легальной политической силой.
В 1951 году была проведена конституционная реформа, заменившая в официальных документах слово «колонии» на «заморские территории», а также изменившая порядок избрания главы государства. По этой реформе выборы президента осуществлял не народ, а специальная коллегия, которая уже избиралась на всеобщих выборах, что отчасти напоминало систему парламентских республик или систему выборщиков в США.

## Внутренняя политика

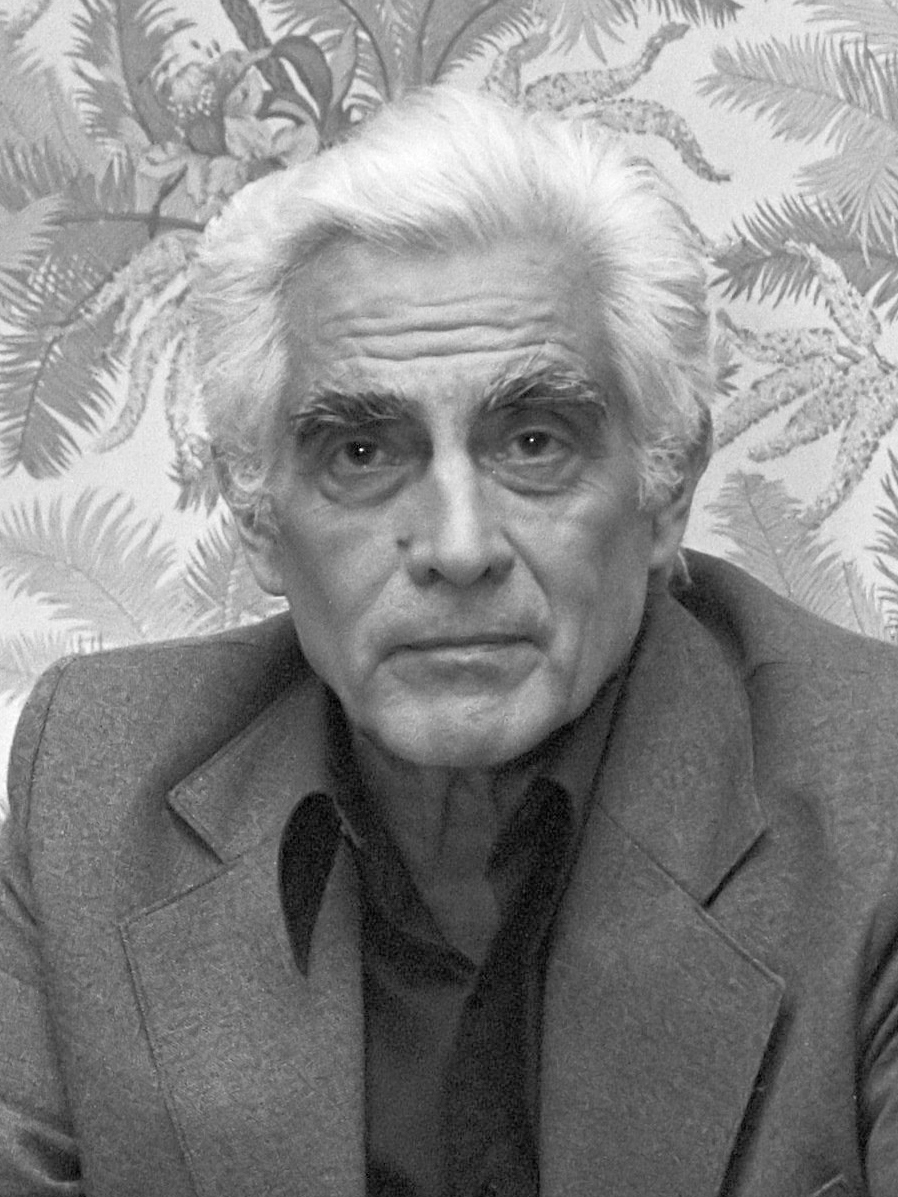
Лидер запрещённой Португальской компартии Алвару Куньял (фото 1980 года)

Основная политика внутри страны была направлена на укрепление диктатуры Салазара. В то же время не только масштабы самих репрессий или работы концлагерей, но даже и масштабы деятельности ПИДЕ были ощутимо меньше в сравнении с репрессивными аппаратами других тоталитарных режимов, как фашистских (Италия, Испания, Австрия), нацистских (нацистская Германия), так и коммунистических (СССР, КНР, Камбоджа). Продолжал функционировать парламент, который хоть и был отчасти марионеточным, всё же включал в себя не только членов «Национального союза», но также представителей бизнеса и религии. Оппозиция хоть и была нелегальна в стране и даже преследовалась, всё же существовала и чувствовала себя куда менее стеснённо, чем при других тоталитарных режимах. Неограниченная власть Салазара всё же передала часть полномочий конституции и эти законы правительством практически не нарушались, а с точки зрения развития экономики были приняты весьма разумные изменения гражданского и налогового кодексов.

### Репрессии
Придя к власти, Салазар сконцентрировал в своих руках почти неограниченную власть. Несмотря на то, что его режим был относительно мягким в сравнении с режимом франкистской Испании или фашистской Италии (и других европейских режимов в 1930-е годы), всё же Португалия являлась авторитарной страной с достаточно жёстким режимом. Основные права и свободы людей были урезаны. Любые формы гражданского сопротивления так или иначе подавлялись, лидеры движений арестовывались и предавались суду. Репрессии, хотя и меньшие по масштабам, чем в других диктатурах 1930-х годов, имели целью создание ситуации тоталитаризма, духовной и политической дестабилизации общества с помощью селективного и «служащего примером» насилия.
На вторую половину 1930-х — начало 1940-х годов приходится апогей репрессий против антифашистов и просто оппозиционеров. Для миллионов португальцев символом салазаровского режима стал концлагерь Таррафал на островах Кабо-Верде, созданный в 1936 году. Широкое распространение получили пытки заключённых.
Помимо общих репрессий также существовала тайная полиция ПИДЕ, которая учиняла расправы над оппонентами Салазара по его личному усмотрению. Непосредственно Салазар нёс ответственность за смерть сотен людей, погибших в Таррафале от жёлтой лихорадки, замученных в тюрьмах, просто убитых без суда и следствия агентами тайной полиции ПИДЕ. 13 февраля 1965 года с санкции Салазара было совершено убийство оппозиционного лидера генерала Умберту Делгаду.

### Покушения
4 июля 1937 года по дороге на богослужение в часовне дома его друга на Салазара было совершено покушение. Когда он вышел из правительственной машины, в трёх метрах от него взорвалась бомба, спрятанная в металлическом кейсе. Салазар не был ранен, но его личный водитель частично оглох. В письме от 1938 года группа епископов утверждала, что спас Салазара сам Бог. За покушением стояли анархо-националисты, а машина Салазара после этого была заменена на бронированный Chrysler Imperial.

## Внешняя политика
Активный нейтралитет Португалии времён Салазара диктовался не столько убеждениями лидеров режима и лично диктатора, сколько изначально экономической отсталостью и слабостью португальских вооружённых сил. Португалия хоть и участвовала в военной интервенции в Испании, но была совершенно неспособна защитить и свою территорию, и свои колонии в случае масштабной военной агрессии со стороны тех или иных значимых держав.
Даже начавшаяся позже Португальская колониальная война и потеря Португалией Гоа показали, что даже реформированная и экономически приведённая в порядок Португалия была совершенно неспособна вести столь масштабные для маленькой страны войны. Поэтому основу и политики Салазара, и во многом политики правительств, которые находились у руля страны после свержения режима Нового государства, являлась политика невмешательства, изоляционизма и осторожности во всех внешнеполитических действиях.
В 1939 году по предложению Франко Салазар подписал испано-португальский пакт Иберийского нейтралитета и это был буквально единственный крупный договор, который подписала Португалия до 1945 года. Кроме того, это был единственный случай, когда Салазар покинул пределы Португалии.
До самого конца существования режима «Нового государства» Испания и лично Франсиско Франко были самыми близкими друзьями и партнёрами режима Салазара. Хорошие отношения с Испанией Салазар сохранял даже тогда, когда Испанию исключили из ООН.
В то же время Салазар не поддерживал каких-то значимых отношений с фашистской Италией, а по мемуарам Карлтона Хайеса, историка и американского посла в Мадриде во время войны, в книге «Wartime mission in Spain, from 1942—1945» и британского посла, Сэмюэла Хора, в книге «Ambassador on a Special Mission» ненавидел нацизм и лично Гитлера.Тем не менее, в начале мая 1945 г. Португалия выразила официальное соболезнование Германии по поводу смерти Гитлера.

## Социальная политика

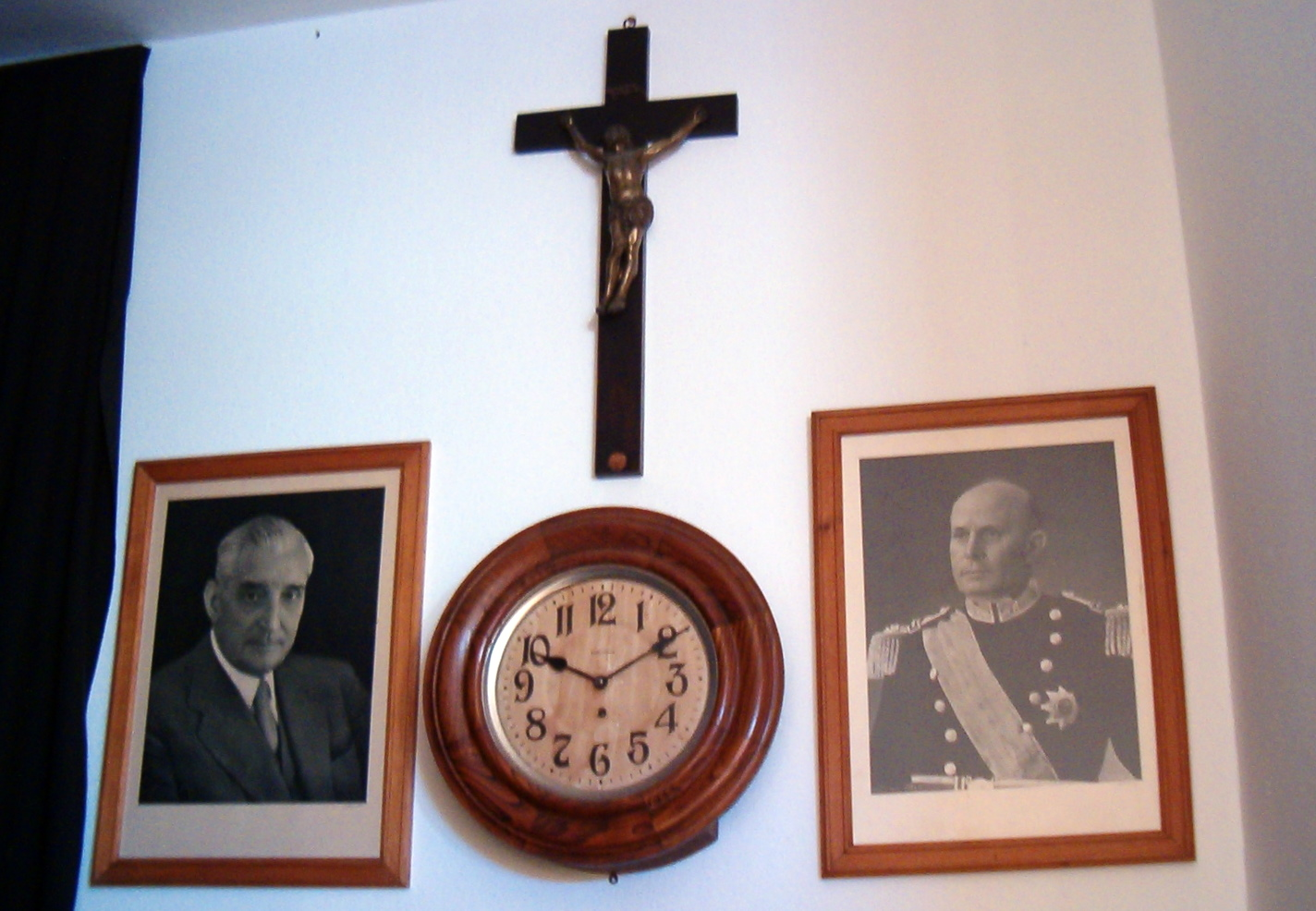
Вид школьного класса периода Нового государства. На стене висят портреты Салазара и Америку Томаша

Социальная политика Антониу Салазара в отличие от экономической была куда более слабой и сомнительной. Тем не менее уже в 1952 году Салазар приступил к осуществлению плана народного образования. В результате его реализации были созданы условия для полной ликвидации неграмотности в стране.
Жизни простого человека долгие годы не уделялось никакого внимания. При этом в 1950 году 48 % населения Португалии жило в сельской местности — в 2 раза больше, чем во Франции или Германии.
Только в 3-м шестилетнем плане (1968—1973), который приняли уже после ухода Салазара, уделялось внимание вложениям в здравоохранение и жильё, чего до того времени не хватало.
По описаниям оппозиционного генерала Делгаду, жизнь среднего португальца даже к концу эпохи Салазара была очень плохой: «Достаточно взглянуть на сельских жителей, чтобы увидеть, как скоро они делаются похожими на мешки с костями; женщины от 40 до 50 лет стареют с необыкновенной быстротой, а мужчины становятся сгорбленными и кривоногими, причём как мужчины, так и женщины, быстро теряют все зубы». В Португалии один врач приходился на 1400 жителей, по 58 человек из 1000 умирали от туберкулёза; смертность от коклюша была в 4 раза выше, чем в Англии, а соотношение детской смертности от кори в этих странах равнялось 1 : 9. 50 % португальских матерей рожают детей без медицинской помощи. Детская смертность при рождении составляет 88 на 1000. Неудивительно, что средняя продолжительность жизни составляла 49 лет против 71 в Швеции, 69 в Голландии, 68 в Англии. Хотя коэффициент естественного прироста в Португалии в 1950 году составлял 12,2 %, что несколько больше, чем в таких странах, как Франция или Германия.
В 1960-х годах массовый характер приобрела эмиграция португальцев во Францию, Голландию, Англию, Бразилию, Венесуэлу, Канаду. «От чего они бегут? — писал в связи с этим французский журналист К. Межан. — От нищеты, от забот. И ещё от казармы… Никогда из португальской армии не дезертировало так много людей, как сейчас, и по вполне понятным причинам. Из-за войн в Анголе, Гвинее и Мозамбике правительство ввело такой распорядок в армии, что ни один юноша, надевший военную форму, не может избежать рано или поздно отправки за море».

## Религия

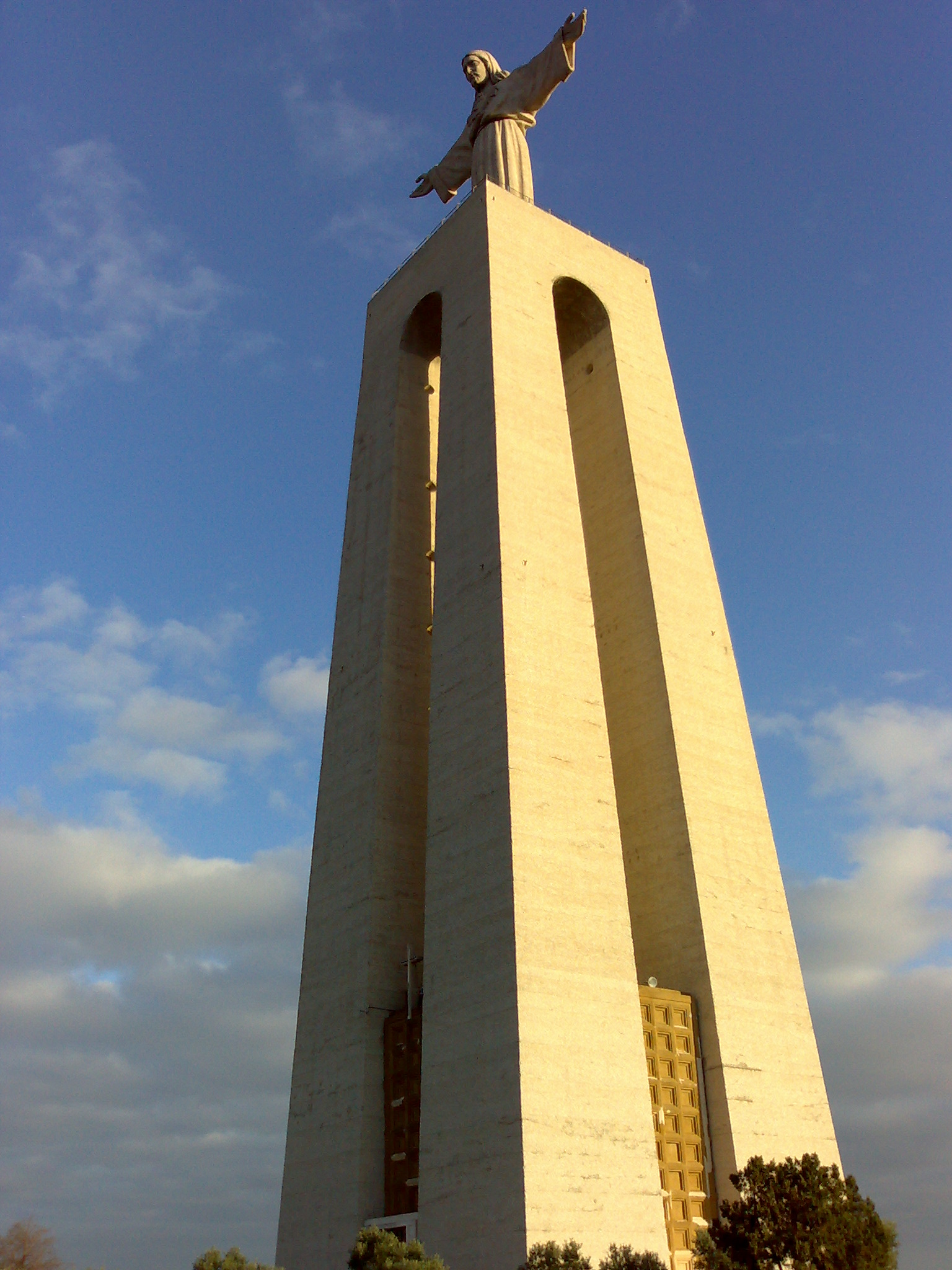
Вид на Кришту Рей, Альмада.

В отличие от ближайшего соседа, франкистской Испании, где католичество было единственной официальной религией и только Католическая церковь имела права распространять веру по стране и печатать литературу, в салазаровской Португалии конституция провозглашала свободу совести и вероисповедания.
Целью Салазара было даже учреждение Католического Социального Ордена, который был бы отделён от государства, но подчинялся бы центральной власти. В то же время католическая и свободная в плане вероисповедания Португалия должна была контрастировать как с атеистическими движениями в СССР, так и с антиклерикализмом нацистской Германии. В 1935 году была ликвидирована масонская организация Великий восток Португалии (восстановлена в 1974 году). В обычных школах почти все классы становились религиозными (преимущественно католическими), но при этом родители, не желавшие, чтобы их дети учились в таких классах, могли перевести детей в другие, нерелигиозные классы. В то же время эта норма была скорее формальной. В большинстве случаев религиозное воспитание и обучение приветствовалось в стране как политическими течениями, так и простыми людьми.
Кроме того, Салазар принял закон, согласно которому Португалия начала признавать гражданские (то есть нецерковные) браки на официальном уровне и разрешать разводы. В то же время разводы обществом и властью резко осуждались. Разрешались разводы только в случае заключения строго гражданского брака, без соблюдения всех церковных обрядов. В итоге число гражданских браков оставалось незначительным и даже в 1960 году составило лишь 9 процентов.
13 мая 1938 года епископы Португалии добились установления государственного Праздника Непорочного Сердца Марии, а кардинал Кареджейра отметил, что католичество сыграло важную роль в защите Португалии от «плети коммунизма». В 1959 году была построена церковь Кришту Рей, которую открывал лично Салазар.
В 1940 году правительство Португалии подписало конкордат с Ватиканом. Католическая церковь получила статус юридического лица в стране, она снова могла вмешиваться в жизнь людей и общества, создавать религиозные ассоциации по нормам католического права. Многие из этих норм государство обязывалось закреплять законодательно.
По определению испанского историка С. Андреса, Салазар был человеком глубоко католическим. Получив образование в иезуитской школе, он всю жизнь душой и телом был предан святому престолу в Риме. Соотечественники даже называли Салазара «иезуитом», считая, что он практически напрямую подчиняется решениям из Ватикана. В 1942 году папа Пий XII сказал, что «Господь даровал португальской нации образцового главу правительства».
Отношения режима Нового государства и католической церкви в то же время скорее базировались на социальном аспекте. После войны также начали появляться религиозные организации, находившиеся в оппозиции к режиму Нового государства и требовавшие от правительства предоставить людям больше прав и свобод. В итоге это привело к репрессиям против отдельных лидеров движений, таких как Жоаким Альвеш Коррейя и Абел Варзим, а также епископа Порту Антониу Феррейру Гомеша.

## Колонии и колониальная политика

Португальские колонии в Африке в период Нового государства (крупнейшие территории — Ангола и Мозамбик)

Находясь у власти, Салазар гордился тем, что Португалия, в отличие от ряда других государств, продолжала быть колониальной державой и оставалась «третьей колониальной империей» мира. Ещё до того, как стать премьер-министром Португалии, Салазар некоторое время был министром колоний и даже подготовил колониальный акт, переносивший управление колониями на территорию самой Португалии, а также утверждавший необходимость культурной ассимиляции народов в португальских колониях. В то же время колонии (которые Салазар со временем велел называть «заморскими территориями») были во многом источником основных бед и проблем страны.
На первом этапе нахождения Салазара у власти колонии давали бюджету страны основные золотовалютные поступления, которые так или иначе наполняли казну. Однако уже в 1960-х годах основу бюджетных поступлений страны давали не колонии, а рост экономики и рост промышленности государства.
Во Второй мировой войне Португалия сохраняла нейтралитет, а из всех португальских колоний война коснулась только Тимора, который оккупировали поочерёдно австралийцы, голландцы, а затем японцы.
Созданная после войны ООН поддержала политику деколонизации по всему миру, однако Салазар отказался признавать право португальских колоний на независимость. В этом вопросе Салазар и оппозиция были единодушны, за деколонизацию выступила лишь объявленная вне закона Португальская коммунистическая партия.
В рамках первых реформ 1951 года во всех португальских колониях провозглашалось самоуправление, а Португалия объявлялась отчасти федеративным или даже конфедеративным государством. Новые конституционные нормы провозгласили Анголу, Мозамбик, Гоа и другие территории неотъемлемыми конституционными частями Португалии. Из 130 депутатов в Национальном собрании Португалии от всех колоний был лишь 21 человек, из которых также практически не было африканцев или азиатов. Таким образом 15-миллионное население колоний посылало в Национальное собрание в 10 раз меньше депутатов, чем 9 млн португальцев, жителей метрополии. Формально 148-я статья конституции страны гарантировала «заморским территориям» административную децентрализацию и финансовую автономию в соответствии с конституцией и состоянием развития, а также в соответствии с собственными ресурсами. В действительности же все важные вопросы, связанные с колониями, решало правительство метрополии, реализовывавшее свою власть через министерство по делам заморских территорий и корпоративные органы.
В рамках ослабления давления на население колоний был принят «Estatuto do Indigenato» (статут о туземцах), который дал возможность всем жителям колоний получить португальское гражданство и даже переселиться на основную территорию Португалии, однако уже в 1961 году этот статут был отменён, а условия жизни в колониях оставались ужасными, в том числе активно использовался принудительный и даже рабский труд. В 1961—1962 гг. были внесены изменения в законодательство, давшие колониям право представительства не только в парламенте, но и в других органах власти страны. Однако и в этом плане законы оставались формальными и показными, так как данными представителями становились либо колониальные чиновники, либо крупные промышленники, работавшие в колониях. Реальная власть в колониях продолжала принадлежать генерал-губернаторам, которые назначались напрямую из Лиссабона сроком на 4 года. Власть генерал-губернаторов была во многом неограниченной. Местные законодательные советы также были учреждены, однако они реальной властью не обладали, да и численность данных советов была минимальная (29 человек в Анголе, 24 в Мозамбике, в других колониях ещё меньше). Из них в Мозамбике 8 человек назначались напрямую самим генерал-губернатором, остальные избирались, но не на всенародных выборах, а от корпоративных организаций и округов. В то же время в Гвинее-Бисау до 1963 года не было даже таких законодательных советов.
Как и в Новое время, во времена Салазара правительство Лиссабона смотрело на злоупотребления в колониях сквозь пальцы, а отчасти даже поощряло их, так как доходы от эксплуатации местного населения и разграбления ресурсов всё равно шли в метрополию и пополняли португальскую казну.
С 1950 года индийское правительство начало безуспешные переговоры о будущем португальских колоний в Индии. В 1954 году повстанцы в колониях Дадра и Нагар-Хавели подняли восстание и вынудили к сдаче португальские войска. В 1961 году индийские войска оккупировали и аннексировали Гоа, Даман и Диу, лишив Португалию индийских владений. В том же году бывшие колонии Дадра и Нагар-Хавели вошли в состав Индийского Союза. Португалия не признала присоединения этих территорий к Индии, однако эта потеря стала для Салазара настоящим ударом, «за поражение в Гоа» была отдана под суд группа португальских офицеров.
В 1964 году в Мозамбике и Гвинее произошли восстания. В течение следующего десятилетия португальцы подавляли мятежников уже в трёх африканских колониях. Для поддержания португальской колониальной миссии требовалось военное присутствие как минимум 200 000 солдат при численности населения Португалии 8 млн человек. Хотя в 1973—1974 годах нигде, кроме Гвинеи, португальская армия не стояла перед угрозой прямого военного поражения, тем не менее становилось все более очевидной бесперспективность военных усилий Португалии, за которые ей приходилось платить высокую цену как в живой силе, так и в материальных ресурсах: на борьбу за «единство империи» приходилось ассигновать более 40 % бюджета.

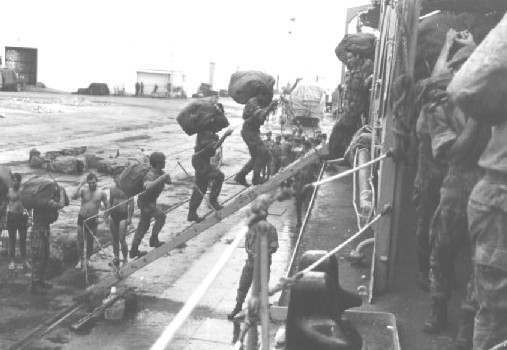
Португальские солдаты направляются в Африку

Салазар, очень не любивший куда-либо выезжать из Португалии, колонии так и не посетил, хотя собирался. На деле же это оборачивалось тем, что Салазар и его министры зачастую были далеки от понимания проблем португальских колоний и необходимости проведения реформ, что в конечном счёте и привело к краху колониальной империи Португалии.
В колониальной войне Португалия потеряла тысячи солдат, однако поставленных целей так и не добилась. Уже после падения режима Нового государства Португалия вынуждена была признать потерю колоний. Однако смерть Салазара скорее способствовала военному поражению Португалии, в принципе экономическое развитие страны и проведённые реформы позволяли Португалии вести войны и если не выиграть войну, то по крайней мере не лишиться всех колоний. В итоге же за Португалией остались лишь Азорские острова и Мадейра, никогда не претендовавшие на независимость и почти не имевшие местного населения. До самого конца режима Нового государства никто даже не предпринимал попыток превращения Португалии в полноценную федерацию или конфедерацию для решения проблем колоний и их развития.
Несмотря на активную борьбу за колонии, Салазар был близким другом Яна Смита, первого премьер-министра независимой Родезии. И хотя Португалия при Салазаре не признала Родезию независимым государством официально, Салазар экономически помогал правительству Родезии до самой смерти, используя граничащий с этой территорией Мозамбик.

## Военные изменения

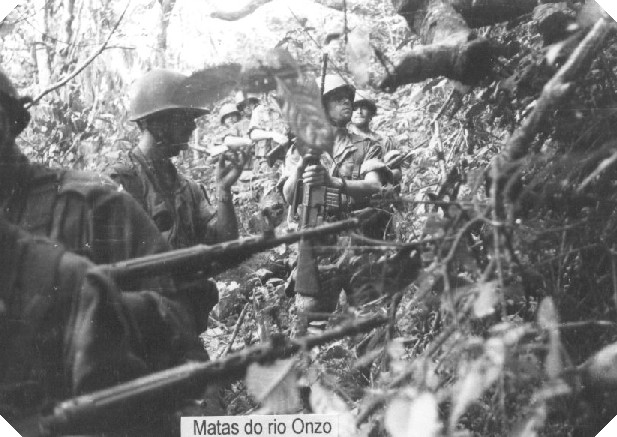
Португальские солдаты в Анголе

Укрепляя армию, обороноспособность страны, но при этом сохраняя нейтралитет, Салазар не заботился о создании мощного в военном отношении государства. Основная задача армии заключалась скорее в охране колоний и в подавлении антиправительственных выступлений внутри страны.
Единственная война, в которой Португалия так или иначе участвовала, была гражданская война в Испании, в которой Салазар выступал интервентом, и португальская армия воевала на стороне Франко. Однако влияние Португалии на эту войну было куда меньше влияния Германии или Италии.
В сентябре 1936 года была создана полувоенная молодёжная организация «Португальский легион» (порт. Legião Portuguesa), во многом создававшаяся по образцу Гитлерюгенда. Во главе организации находились опытные офицеры, лояльные правительству.
Во Второй мировой войне Португалия была строго нейтральной страной, даже более нейтральной, нежели Франкистская Испания. Португальские солдаты даже в добровольном порядке не участвовали ни в войне с СССР, ни в каких-то сражениях против Третьего Рейха. В 1944 году Салазар, правда, позволил союзникам по антигитлеровской коалиции использовать военные базы на Азорских островах, а в 1940 году также помог спастись 2000 беженцам с Гибралтара, укрыв их на португальской Мадейре. Португалия поставляла нацистской Германии вольфрам, необходимый для производства броневой стали; Салазар выражал симпатии к Гитлеру, но помогал евреям
бежать из Европы.
Несмотря на политику автаркии и частично изоляционизма, уже в 1949 году Португалия стала членом НАТО и в 1951 году даже передала военную базу на Азорских островах в распоряжение США.

## Личность
Биограф отмечает, что у Салазара «не было грандиозных планов по захвату мира, как у Гитлера и Муссолини; у него не было, как у Франсиско Франко, „пакта крови“, который объединил бы победителей против побежденных. Кроме того, у него не было семьи, стремящейся к богатству, и он был щепетилен в управлении государственными делами. Он был убежден, что у него есть миссия, предназначенная Господом, и считал себя наследником великих завоевателей. Именно поэтому он никак не мог отказаться от заокеанских провинций и считал себя неотъемлемым центром консервативной политической системы, которая рухнула бы без него».

## Цитаты

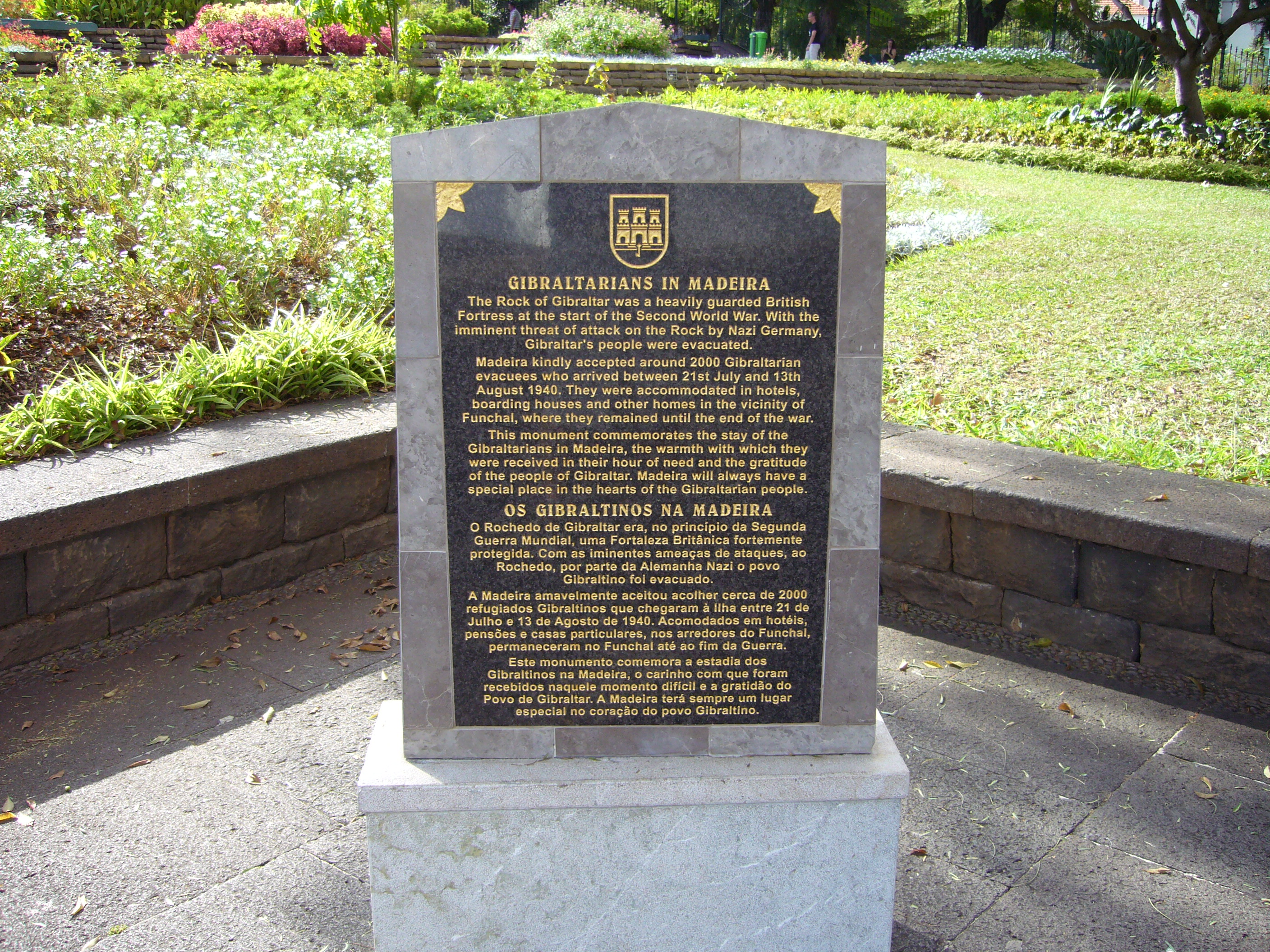
Памятник спасению 2000 жителей Гибралтара на Мадейре

Я не верю в равенство, я верю в иерархию.

Абсолютная власть может существовать, абсолютной свободы никогда не бывает.

Считаю создание широкой элиты более срочным делом, чем обучение всего населения чтению, ибо большие национальные проблемы должны решаться не народом, а элитой.— 

Мы против всех интернационализмов, против коммунизма, против профсоюзного вольнодумства, против всего, что ослабляет, разделяет, распускает семью, против классовой борьбы, против безродных и безбожников, против силы в качестве источника права. Мы против всех великих ересей нашего времени… Наша позиция является антипарламентской, антидемократической, антилиберальной и на её основе мы хотим построить корпоративное государство.

Семья является «первородным ядром церковного прихода, общины, а отсюда и нации. Она, следовательно, является по самой своей природе первым из органических элементов государства».— 

## Память

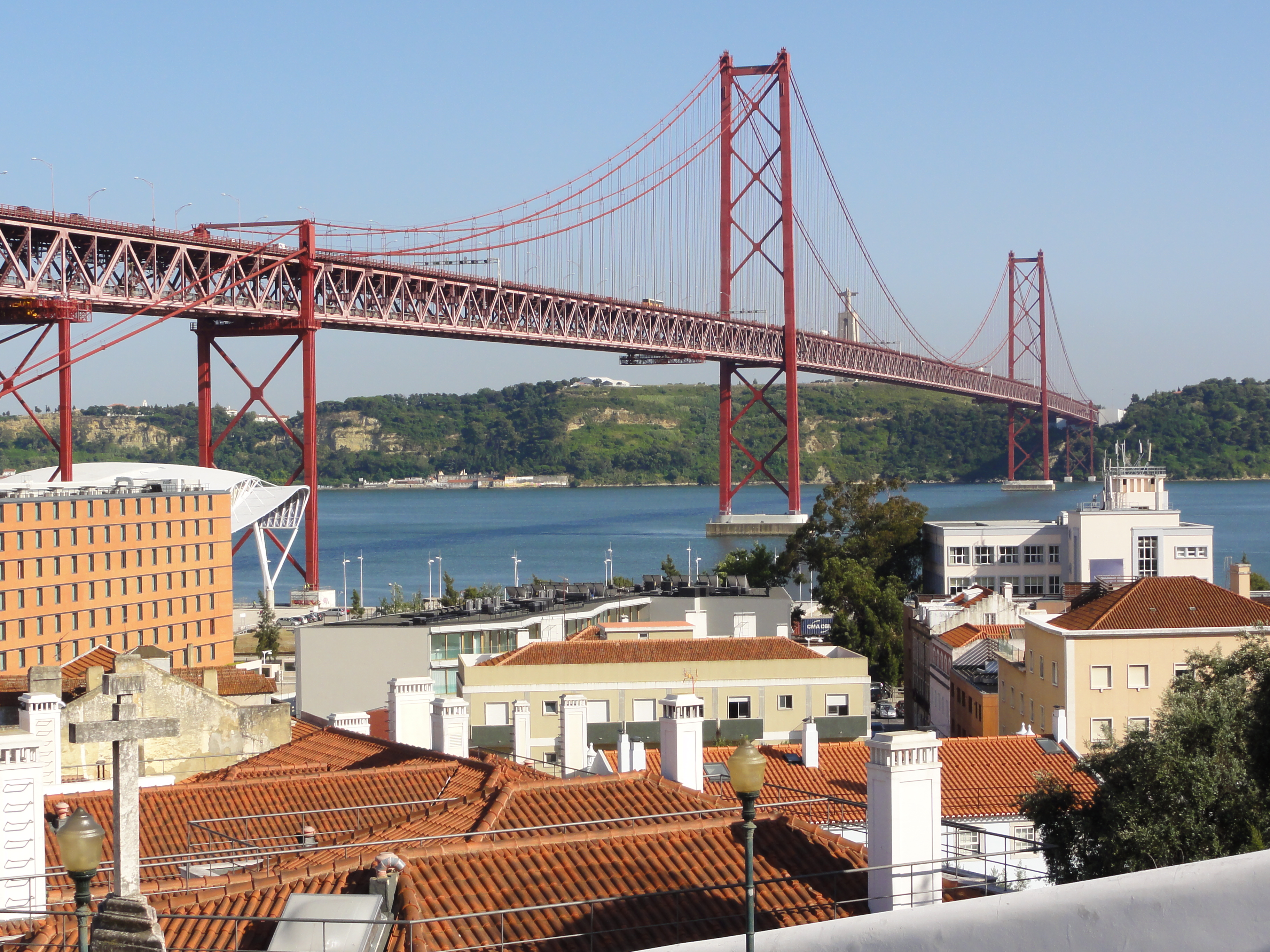
Мост в Лиссабоне, изначально названный в честь Салазара

В первом десятилетии XXI века имя Салазара в португальской прессе стало упоминаться всё чаще. В частности, он стал одним из главных персонажей популярного кукольного шоу пародийных новостей «Контра», которое с 1996 года идёт на государственном телеканале «Радио и телевидение Португалии» (RTP). Помимо португальской прессы, Салазару посвятили статьи и зарубежные издания, такие как The New York Times), журнал «Коммерсантъ Деньги», еженедельник «Дело» и другие).
25 марта 2007 года Салазар занял первое место (41 % голосов) среди десяти финалистов в голосовании телешоу «Великий португалец» (порт. Os Grandes Portugueses), опередив Васко да Гама (0,7 %), Луиша де Камоэнса (4 %), инфанта Энрике (Генриха Мореплавателя) (2,7 %) и других знаменитых португальцев (второе место с 19,1 % занял репрессированный Салазаром лидер Португальской компартии Алвару Куньял). Причем изначально его имя не было включено в список кандидатур, но под давлением общественности организаторы шоу включили всех известных португальцев в список, как негативных, так и положительных. В результате за последние две недели голосования он с большим отрывом обошёл остальных кандидатов. Режим Салазара упоминается в романе Антониу Лобу Антунеша «Пособие для инквизиторов» (1996).
Писательница Джоан Роулинг использовала фамилию Салазара для персонажа своей серии романов о Гарри Поттере Салазара Слизерина, одного из основателей магической школы «Хогвартс» и далёкого предка главного антагониста саги.

## Награды

### Награды Португалии
| Страна     | Дата           | Награда                                                                           | Награда                                                                           | Литеры |
| ---------- | -------------- | --------------------------------------------------------------------------------- | --------------------------------------------------------------------------------- | ------ |
| Португалия | 15 апреля 1929 | Кавалер Большого креста Военного ордена Святого Якова и Меча                      | Кавалер Большого креста Военного ордена Святого Якова и Меча                      | GCSE   |
| Португалия | 21 апреля 1932 | Кавалер Большого креста ордена Колониальной империи                               | Кавалер Большого креста ордена Колониальной империи                               | GCIC   |
| Португалия | 28 мая 1932    | Кавалер Большого креста Военного Ордена Башни и Меча, Доблести, Верности и Заслуг | Кавалер Большого креста Военного Ордена Башни и Меча, Доблести, Верности и Заслуг | GCTE   |
| Португалия | 4 октября 1968 | Кавалер Большой цепи ордена Инфанта дона Энрике                                   | Кавалер Большой цепи ордена Инфанта дона Энрике                                   | GColIH |

### Награды иностранных государств
| Страна   | Дата вручения | Награда                                                                             | Награда                                                                             | Литеры |
| -------- | ------------- | ----------------------------------------------------------------------------------- | ----------------------------------------------------------------------------------- | ------ |
| Испания  | 1939          | Кавалер цепи ордена Изабеллы Католической                                           | Кавалер цепи ордена Изабеллы Католической                                           |        |
| Испания  | 1949          | Кавалер цепи ордена Альфонса X Мудрого                                              | Кавалер цепи ордена Альфонса X Мудрого                                              |        |
| Германия | 1953          | Кавалер Большого креста ордена «За заслуги перед Федеративной Республикой Германия» | Кавалер Большого креста ордена «За заслуги перед Федеративной Республикой Германия» |        |